# Planeta exilu
Planeta exilu (anglicky Planet of Exile) je vědeckofantastický román americké spisovatelky Ursuly Kroeber Le Guin vydaný americkým nakladatelstvím Ace Books v roce 1966. Dílo náleží do cyklu Hain. Původně byl román vydán bez předmluvy, autorka ji napsala až pro vydání Harper & Row z roku 1978. Zároveň byla Planeta exilu vydána s dalšími romány Rocannonův svět a City of Illusions v omnibusu Three Hainish Novels a tytéž tři díla vyšla opět v roce 1996 v omnibusu Worlds of Exile and Illusion.
Příběh se odehrává ve světě Werel (též Alterra), fiktivní třetí planetě hvězdy Eltanin v souhvězdí Draka. Werel (Alterra) je jedním ze dvou světů tohoto jména v cyklu Hain (Ekumen) Ursuly K. Le Guinové. Druhá planeta se jménem Werel je občas nazývána Voe Deo , v této knize se nevyskytuje.
V roce 1988 vyšel román slovensky v nakladatelství Smena jako antologie společně se dvěma dalšími příběhy (Dvojníci v čase od Boba Shawa a Muž, ktorý spadol na Zem od Waltera Tevise) pod názvem Planéta exilu.

## Kapitoly
- Hrsť temnoty
- V červenom stane
- Skutočné meno Slnka
- Vysoký mladý muž
- Súmrak medzi stromami
- Sneh
- Sťahovanie
- V cudzom meste
- Partizáni
- Starý náčelník
- Obliehanie mesta
- Obliehanie námestia
- Posledný deň
- Prvý deň

## Postavy
- Jakob Agat Alterra - kolonista z Landinu, města na pobřeží. Člen rady.
- Anweld - muž z Tevaru.
- Arilia - jedna z manželek Wolda, kolonistka, zemřela při potratu.
- Dermat - jeden z kolonistů.
- Seiko Esmitová - jedna z kolonistek.
- Haris - jeden z kolonistů, člen rady.
- Paol Herdsman - jeden z kolonistů.
- Kemper - jeden z kolonistů.
- Kerly - jedna z manželek Wolda.
- Jonkendy Li - mladý muž, kolonista z Landinu, města na pobřeží. Člen rady.
- Alla Pasfalová - kolonistka ze starší generace, pochází původně z kolonie Atlantika. Členka rady.
- Huru Pilotson - kolonista, přítel Jakoba. Člen rady.
- Rolery - mladá dívka z Tevaru, dcera Shakatany. Je nebojácného ducha.
- Shakatany - matka Rolery, manželka Wolda, zemřela mladá.
- Shevik - jeden z obránců Landinu.
- Ukwet - vnuk Wolda.
- Umaksuman - syn Wolda.
- Walmek - muž z Tevaru.
- Wattock - doktor, kolonista.
- Wold - stařešina z rodu v Tevaru, náčelník.

## Děj
Domorodá dívka jménem Rolery nedokáže překonat zvědavost a jde se podívat do Landinu, města kolonistů na pobřeží moře. Když se pak prochází po písčitém břehu, uslyší v mysli naléhavý hlas. Otočí se a vidí na vysokém mostě mužskou postavu, která ji volá k sobě nahoru. Poslechne a běží po kamenných schodech nahoru, zatímco na pobřeží se valí bleskový příliv. Muž jménem Jakob Agat Alterra jí zachránil život, a musel přitom použít zakázanou telepatickou domluvu. Rozloučí se s Rolery a nechá po ní vzkázat Woldovi, vitskému vůdci kmene z Tevaru, že jej další den navštíví.
Jakob Agat Alterra se sejde s náčelníkem Woldem a upozorňuje ho na blížící se nebezpečí, velké stěhování severského národa Gálů, kteří se přesídlují před dlouhou zimou na jih, přičemž cestou plení sídla a osady. Jakob má zprávy, že jsou dobře organizovaní a dobyli již několik opevněných osad, např. Tloknu. Tyto zprávy potvrdili zvědové. Jakob nabízí společný postup proti Gálům, pokud by se vitové a kolonisté spojili a společně bránili severní hranici Askatevaru, Gálové by si raději vybrali jinou cestu. Wold jej vyslechne, ale není příliš nakloněn válečné výpravě před zimou, kdy je nutno zabezpečit sídla. Slíbí, že návrh přednese na kmenové poradě. Na poradě se ostře staví proti spojenectví zejména Ukwet, Woldův vnuk. Oponuje mu Umaksuman, Woldův syn, který je však mladší než Ukwet. Umaksuman Jakobovi věří. Jakob se zamiluje do Rolery, která jeho lásku opětuje. Později je přepaden skupinkou mužů vedených Ukwetem, přežije jen díky intervenci Umaksumana. Rolery jej zraněného dopraví do Landinu, kde se Jakob zotaví a pojme Rolery přes nesouhlas svých spoluobčanů za manželku. Tento incident (jeho napadení) však zostřil vztahy mezi kolonisty a vity, ze společné výpravy sešlo. Umaksuman zabije Ukweta a je vyobcován z kmene.
Velké stěhování začalo. Tevar je přepaden gálskými bojovníky a dobyt. Přestože byl Jakob napaden Tevarany, jde jim se svými muži na pomoc. Podaří se zachránit skupinu domorodců, žen, dětí a nakonec i starého náčelníka Wolda. Jakob narazí i na Umaksumana, který se ukrýval nedaleko sídla. Je zorganizována obrana před gálskými útočníky. Ačkoliv většina z mnohatisícové armády odtáhla na jih, stále ještě zbývá dosti početný voj, který má za úkol obsadit Landin. Ženy, děti a několik mužů (celkem přibližně 500 lidí) je odvedeno do opevnění zvaného Jehlan, které se nachází na ostrově nedaleko Landinu, se kterým ho spojuje široký viadukt. Protože se kolonisté mohou dorozumívat na dálku telepatickým přenosem myšlenek, nejsou tak zcela odříznuti od dění. Zbývající muži, chlapci a několik žen se soustředí na obranu města. Gálové se dostanou přes hradby a obránci se musejí stáhnout na centrální náměstí, kde se opevní a podnikají partyzánské přepady gálských jednotek. Rolery si během obléhání uvědomí, že její muž si uchovává charakter, o svých spoluobčanech, o vitech a dokonce i o Gálech uvažuje jako o lidech, nedělá mezi nimi rozdíly. Vyhladovělí Gálové nakonec obléhání vzdají a odtáhnou. Jakob, který je nyní považován za přirozeného vůdce, nabídne Umaksumanovi a jeho lidu (starý Wold mezitím zemřel), že se mají sami rozhodnout, zda zůstanou s nimi v Landinu nebo odejdou. Pokud odejdou a budou se chtít někdy vrátit, brány města pro ně zůstanou otevřeny. Rolery, která měla být neplodná má naději, že Jakobovi počne syna.
| „                                      | Rolery napadlo, že on jediný mluví o jejím národě, o svém a i o Gálech jako o lidech. | “ |
| — Ursula K. Le Guinová - Planeta exilu |                                                                                       |   |

## Prostředí
Werel (neboli Alterra), fiktivní třetí planeta hvězdy Eltanin (γ Draconis) v souhvězdí Draka má jeden měsíc, s nímž tvoří gravitační soustavu obíhající kolem svého středu a který způsobuje na pobřeží až 15 metrový příliv. Jeden oběh trvá 400 dní, což je jedna fáze měsíce (trvá tedy o něco déle než pozemský rok). Planeta s měsícem zároveň obíhá kolem hvězdy Eltanin, tento oběh trvá 60 měsíčních fází neboli 24 000 dní, což je přibližně délka lidského života na Werelu. Lidé na Werelu počítají věk ve fázích měsíce.

### Vitové
Domorodí vitové vytvářejí kmenová společenství. Vzhledem k době oběhu planety kolem hvězdy trvají jednotlivá roční období velmi dlouho, což se projevuje i na populaci obyvatel. Ženy jsou např. v zimním a letním období až na výjimky neplodné. Na zimní období se staví nebo zabezpečují tzv. zimní města - sídla. U vitů je samozřejmostí polygamie, zatímco kolonisté/cizinci dodržují monogamii. Vitové považují kolonisty za cizí element, přestože ti už pobývají na planetě 600 měsíčních cyklů. Na jednu stranu jimi opovrhují (nepovažují je za lidi), na druhou stranu z nich mají strach (připisují jim čarodějnické schopnosti). Vitové mají světlejší pleť.
Vitové žijí v zemi Askatevar v sídlech, některá z nich jsou Tevar, Pernmek, Pekna, Tlokna, Allakskat.

### Gálové
Gálové jsou kočovný národ ze severu, který se vždy při nastávající zimě stěhuje na jih a přitom dobývá a plení sídla vitů. I Gálové mají světlejší pleť.

### Kolonisté
Kolonisté přiletěli na Werel z Terry před 10 werelskými roky (tedy před 600 měsíčními cykly). Terra je součástí Ekumenu (společenství planet, liga světů). Planeta Werel byla kolonizována po vynálezu ansiblu (komunikační zařízení umožňující přenos nadsvětelnou rychlostí) a měla sloužit jako obrana proti tajemnému nepříteli. Ale kontakt s první lodí kolonistů pocházejících výlučně z Terry (Země) byl ztracen. Kolonisté z Terry postavili na pobřeží moře město pojmenované Landin, v němž se usídlili, a snažili se vycházet v dobrém s původními inteligentními obyvateli planety. Poté založili i několik dalších měst na pobřeží, např. severněji kolonii Atlantiku, ale později se začala jejich populace snižovat a zbytek obyvatel se vrátil do Landinu. Kolonisté postupně vymírají. Stále se však řídí zákony uloženými ligou světů, uchovávají je. Jedním z nich je např. kulturní embargo, které zakazuje používat mnohem vyspělejší technologii, než kterou ovládají domorodí obyvatelé. Proto kolonisté nepoužívají např. střelné zbraně. Výjimkou je plyn na vytápění.
Současné dění se odehrává v roce 1 405 ekumenického času. Kolonisté jsou většinou velmi tmavé pleti a netrpí chorobami. Ovládají telepatickou komunikaci. Místní obyvatele nazývají slovem „vitové“.

### Slovníček pojmů
- Bahana - místní pokrm.
- Gazin - lehce omamná látka.
- Hanna - domestikované zvíře, které vitům poskytuje maso a kožešinu. Jeden kus bývá obětován při závažných rozhodnutích kmene, kupříkladu před válečným tažením apod.
- Klois - zvíře, jehož poškrábání vyvolává těžkou infekci. Vitové nazývají zanícená místa organismu oběti „pásy smrti“.
- Sněžný netvor - tajemný predátor schopný ulovit člověka. Loví ve dvanácti- až patnáctičlenné smečce.
- Te - nápoj ze spařených basukových lístků.
- Vichrovník - velký bílý pták, dravec se stříbrnýma očima. Jeho výskyt na jihu signalizuje přicházející zimu. Dle pověstí s sebou „přináší vichřice“.

## Překlady knihy
- Angličtina: Planet of Exile (originál)
- Finština: Maanpakolaisten planeetta, Avain 2011
- Italština: Il Pianeta dell'esilio
- Němčina: Das zehnte Jahr, Überarbeitete Neuausgabe 2002
- Polština: Planeta wygnania, Amber 1990
- Ruština: Планета изгнания, 1980, 1992, 1993, 1997, 1999, 2006
- Slovenština: Planéta exilu. Smena 1988
- Španělština: Planeta de exilio.